# Ducado de Osuna

Brasão dos Téllez-Girón.

O Ducado de Osuna é um título nobiliárquico espanhol, com Grandeza de Espanha, criado a 5 de Outubro de 1562 pelo rei Filipe II de Espanha e outorgado ao 5º Conde de Ureña, D. Pedro Téllez-Girón, senhor da cidade andaluza de Osuna.
A casa ducal foi crescendo em importância e riqueza e, no século XIX tornara-se na casa nobre mais importante de Espanha, ao reunir-se na pessoa do Duque de Osuna os ducados de Arcos, Béjar, Benavente, Gandía, Infantado e Medina de Rioseco.

## Duques de Osuna

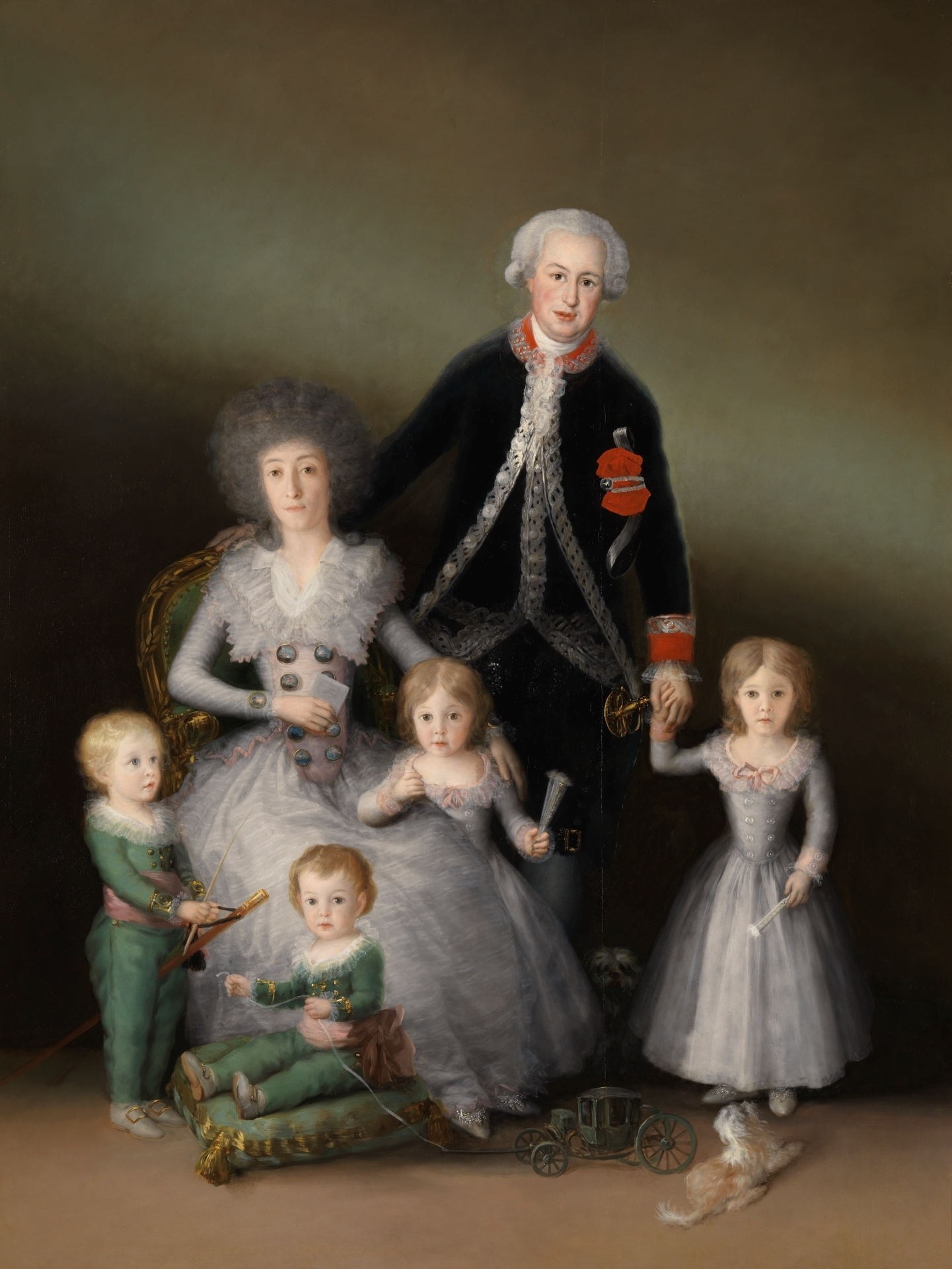
O 9º Duque de Osuna e a sua família, por Francisco de Goya.

1. Pedro (I) Téllez-Girón (1562-1590).[1]
2. Juan (I) Téllez Girón (1590-1600).
3. Pedro (II) Téllez-Girón, referido como Grão-Duque de Osuna (1600-1625).
4. Juan (III) Téllez-Girón (1625-1656).
5. Gaspar Téllez-Girón y Sandoval (1656-1694).
6. Francisco María de Paula Téllez-Girón (1694-1716).
7. José María Téllez-Girón (1716-1733).
8. Pedro (III) Téllez-Girón (1733-1787).
9. Pedro (IV) Téllez-Girón (1787-1807).
10. Francisco de Borja Téllez-Girón (1807-1820).
11. Pedro (V) Téllez-Girón (1820-1844).
12. Mariano (I) Téllez-Girón (1844-1882).
13. Pedro (VI) Téllez-Girón, príncipe de Anglona, (1882-1901).
14. Luis María Téllez-Girón, duque de Uceda, (1901-1909).
15. Mariano (II) Téllez-Girón (1909-1931).
16. Ángela María Téllez-Girón (1931-2015).
17. Ángela María de Solís-Beaumont 2016.